# البشير صفر

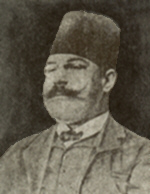
البشير صفر

البشير صفر ولد بمدينة تونس في 27 فيفري 1865 وتوفي عام 1917، هو أحد قادة الحركة الإصلاحية التونسية حتى أنه لقب ب«أبي النهضة التونسية» الثاني بعد خير الدين التونسي.

## نشأته
تنحدر عائلته من أصول تركية كانت مستقرة بمدينة المهدية، قبل أن ينتقل والده مصطفى صفر إلى مدينة تونس عام 1842 للعمل في الجيش التونسي ويتدرج في الرتب حتى أصبح أمير لواء، ثم تقلد خطة وكيل كاتب دولة بوزارة الحرب واستمر في العمل إلى ما بعد انتصاب الحماية الفرنسية. وقد ولد له في الأثناء ثلاثة أولاد أصغرهم البشير صفر الذي أدخله المدرسة الصادقية وكان قبل ذلك قد دخل كتاب الحي. وبعد إنهاء دراسته بتلك المدرسة أرسل على حساب الحكومة التونسية عام 1880 ضمن بعثة طالبية إلى باريس وسنحت له الفرصة بالتالي ليطلع على الحضارة الغربية. غير أنه عاد إلى تونس عام 1882 بسبب قطع المنحة عن البعثة الطالبية. غير أنه استمر بعد ذلك في تكوين نفسه حتى بعد التحاقه بالعمل الإداري، حيث كان يحضر دروس الشيخ سالم بوحاجب في جامع الزيتونة كما كان يطالع صحف عصره باللغتين العربية والفرنسية.

## في الوظيفة
التحق عام 1884 بالإدارة التونسية. وفي عام 1892 عينته الحكومة رئيسا لجمعية الأوقاف وهو ما خوله مساعدة الجمعيات والمشاريع الخيرية ومن بينها التكية. وفي عام 1908 عينته الحكومة على رأس منطقة الساحل التونسي حيث سمته عاملا أي واليا أو محافظا وبقي في هذا المنصب إلى وفاته.

## زعيم الحركة الإصلاحية
تأثر البشير صفر منذ شبابه بخير الدين كما تأثر بالشيخ سالم بوحاجب. وعندما قام الإصلاحيون التونسيون بإنشاء جريدة الحاضرة عام 1888 كان البشير صفر أحد محرريها، حيث اهتم بدراسة النظم السياسية والاجتماعية في أوروبا بهدف الحث على نبذ التواكل والتوفيق بين الأصالة ومستجدات العصر. كما ساهم البشير صفر عام 1896 في بعث الجمعية الخلدونية التي أسندت إليه رئاستها عام 1897. وقد ألقى على منبرها دروسا سلط فيها الأضواء على ما يتهدد العالم الإسلامي من أخطار وذاع صيته بفضل تلك الدروس بحيث أصبح متزعما للحركة الإصلاحية التونسية. وتقدم بعد ذلك بعدة مطالب لتخفيف الأزمة الاقتصادية والاجتماعية التي يتخبط فيها التونسيون بما أثار سخط المعمرين الفرنسيين بتونس. وفي عام 1908 دعي للمشاركة في المؤتمر الاستعماري المنعقد بباريس فقدم خلاله بحثا حول مسألة الأوقاف الإسلامية أثار فيها تأثيرات الاستعمار الزراعي.

## آثاره
- محاضرته عن الجغرافيا عند العرب وقد ألقاها بتونس عام 1904 في مؤتمر الجمعية الجغرافية الفرنسية، ونشرت بالفرنسية في تلك السنة، ثم صدرت عام 1984 مع نصها المعرب عن دار الغرب الإسلامي في بيروت.
- كتاب مفتاح التاريخ وقد أصدره ابنه مصطفى صفر عام 1928 ويضم دروس التاريخ التي ألقاها البشير صفر في الصادقية بين 1897 و1908.
- كتاب الجغرافيا طبع عام 1318هـ/1898.